# Beatus av Lungern
Beatus av Lungern är ett katolskt helgon. Enligt traditionen föddes han år 12 e. Kr. i Frankrike eller Skottland. Han kallas helvetiernas apostel eftersom han kristnade Schweiz och dog år 112 i en grotta ovanför Thunsjön där.
Beatus av Lungern var Schweiz skyddshelgon fram till 1947 då  Nikolaus av Flüe kanoniserades. Han är också skyddshelgon för cancersjuka och pestsmittade. Inom konsten avbildas han som eremit med radband och bredvid honom syns ofta en drake. Hans festdag firas 9 maj.

## Traditionen
Enligt legenden kom han från Irland, Skottland eller Frankrike. Han döptes i England av Barnabas och prästvigdes i Rom av Petrus. Han gav sig ut och missionerade med stor framgång först i Jurabergen innan han kom till Thunsjön. Där bekämpade han en drake som terroriserade invånarna och flyttade i dess grotta där han levde sina sista år som eremit.
Han har sammanblandats med berättelser om helgonet Bienheuré, som också bekämpade en drake, och en abbot på 700-talet som hette Beatus och vars kloster i Alsace bara skulle ta in irländska munkar som senare missionerade i bland annat Schweiz.
Det fanns en kristen församling vid Thunsjön i början av 800-talet, namnet Beatus är först dokumenterat i samband med grottan på 1200-talet. Under 1300-talet var grottan ett populärt pilgrimsmål. En skrift från 1511 är den första kända som hävdar att det var Petrus som skickade ut Beatus för att missionera hos helvetierna.
Under reformationen blev området protestantiskt och grottan murades igen. Den har senare öppnats både för pilgrimer men också för besökare till grottsystemet.